# Pseudonortonia omanensis
Pseudonortonia omanensis är en stekelart som beskrevs av Giordani Soika 1979. Pseudonortonia omanensis ingår i släktet Pseudonortonia och familjen Eumenidae. Inga underarter finns listade i Catalogue of Life.